# Гялица
Гялица е най-високата планина (2489 м с едноименния първенец) в района на Кукъс, Албания. Планината е част от Динарите. 
Намира се в непосредствена близост – на 8 km (5 мили) югоизточно от град Кукъс, и е покрита със сняг до юни, като зимите в планината са студени и снежни. Покрита е с гъста растителност, предимно от борове и буки, разположени на голяма надморска височина, но има рядка растителност в подножието.
Гялица изглежда много внушително от долината на Черни Дрин на запад от нея, понеже там надморската височина е само 250 m.